# Stylosanthes biflora
Stylosanthes biflora es una especie de planta floral del género Stylosanthes, categorizada en la tribu Dalbergieae, de la subfamilia Faboideae.

## Distribución y hábitat
Especie nativa de América del Norte: Estados Unidos, desde Texas al oeste, Illinois al norte, Nueva York al este y Florida al sur. También está presente en Arizona. Sus hábitats incluyen áreas soleadas y secas, como claros, praderas, sabanas, bosques secos de tierras altas, cimas de acantilados y riberas de ríos.

## Taxonomía
Fue descrita por (Carlos Linneo.) Britton, Sterns & Poggenb.
Tratamiento taxonómico
La especie aparece registrada y publicada en Preliminary Catalogue of Anthophyta and Pteridophyta Reported as Growing Spontaneously within One Hundred Miles of New York: 13 (1888).